# Berriozar
Berriozar – gmina w Hiszpanii, w Nawarze, o powierzchni 2,71 km². W 2011 roku gmina liczyła 9449 mieszkańców.